# 红旗 (政党)
红旗（西班牙語：Bandera Roja，缩写为BR）是委内瑞拉的一个共产主义政党。该党成立于1970年1月20日，由革命左翼运动内的反修正主义者创建。
中阿决裂时，该党支持恩维尔·霍查和阿尔巴尼亚劳动党的意识形态。但在往后的一些年里，该党的政治观点逐渐倾向于中国。
1970年代—1990年代，该党参加反对委内瑞拉政府的游击战。年轻的乌戈·查韦斯从军后参与的第一个军事行动就是围剿该党的游击队。1998年，查韦斯赢得大选上台后，该党称他为“社会法西斯主义者”，这引发党内分歧，许多干部转而投向查韦斯阵营。
该党曾是霍查主义国际政党组织马列主义政党和组织国际会议 (团结和斗争)的成员，但在2005年被该组织开除。后来，委内瑞拉马列主义共产党接替它成为马列主义政党和组织国际会议 (团结和斗争)的成员。2009年，该党成员数已严重锐减，仅有不到100名活跃成员。
该党现为委内瑞拉反对派政党之一。